# Синицын, Михаил Васильевич
Михаил Васильевич Синицын (р. 09.11.1924, Москва) — российский учёный, лауреат Ленинской и Государственной премий.
Участник Великой Отечественной войны с декабря 1944 по май 1945 г., старший сержант, 1116-й гаубичный артполк 1-го Белорусского фронта. Награждён орденом Славы III степени, медалями «За отвагу», «За взятие Берлина», «За победу над Германией в Великой Отечественной войне 1941—1945 гг.»
С апреля 1953 по ноябрь 1992 г. работал в КБ-11 (ВНИИЭФ, Арзамас-16) в секторах 11 и 03 в должностях от инженера до начальника отдела газодинамических исследований.
Кандидат физико-математических наук, старший научный сотрудник.
Ленинская премия (1966)
Государственная премия СССР (1980)
Премия Правительства РФ (2003)
Награждён орденом «Знак Почёта» (1955), медалями «Ветеран труда», «За доблестный труд. В ознаменование 100-летия со дня рождения В. И. Ленина», «60 лет Вооруженных сил СССР», Благодарностью Правительства СССР.